# Landseer
Landseer je pasma psa. Več kinoloških zvez razpoznava landseerja kot črno-belo različico Novofundlandca, toda Fédération Cynologique Internationale ga prepoznava kot samostojno pasmo. 
Pasma je bila poimenovana po britanskem slikarju siru Edwinu Henryju Landseerju (7. marec 1802 - 1. oktober 1873), ker je leta 1838 narisal sliko The Distinguished Member of the Humane Society na kateri je prikazan pes te pasme. 
Landseer je pes spremljevalec. Je precej dominantna pasma. V skupini psov različnih pasem bo hitro postal vodja skupine. Nima zelo izrazitih čuvajskih lastnosti, brezpogojno pa bo branil družino in imetje, če je v nevarnosti. Ljubi delo v vodi in se ga da sorazmerno hitro šolati.

## Splošni opis

### Glava
Njegova glava bi naj bila masivna in velika z izrazito izboklino na tilniku. Dolžina gobca je enaka globini gobca. Zgornja ustnica prekriva spodnjo ustnico. Pes se slini, ampak ne toliko kot druge velike pasme. Nos in ustnice so črne, dlaka je kratka in fina.

### Oči
Oči so mandljeve oblike, srednje velike, rjave ali temno rjave.

### Uhlji
Uhlji so srednje veliki. Trikotne oblike in segajo do zunanjega kotička oči.

### Ugriz
Ugriz je škarjast. Spodnji zobje se dotikajo zadnje strani zgornjih zob. Postavljeni so v rani kot glede na čeljust.

### Vrat
Vrat je suh, mišičast in močan. Približno enako dolg kot glava. Nezaželena je viseča koža.

### Sprednje okončine
Sprednje okončine so ravne in dobro okretne. Komolce ima ob telesu. Gibanje sprednjih okončin je tekoče in lahko. 

### Trup
Trup je dvakrat daljši od glave. Hrbet je raven in globok. Ima močno usločene kolčne kosti. Trebušna linija se le malo dviga. Njegova pleča so močna in široka. 

### Zadnje okončine
Okostje in mišičevje zadnjih okončin je močno. Imajo široka stegna. 

### Tace
Landseerjeva posebnost so mačje tace, saj se njihove tace odpirajo navzven. Med prsti imajo plavalno kožico, ki sega do krempljev. 

### Rep
Rep je močan, segajoč do največ malo čez skočni sklep, z gosto dlako. 

### Barva
Osnovna barva je bela s črnimi madeži razporejenimi po telesu. Rep, vrat in noge morajo ostati beli. Zaželena je tudi bela črta na sredini glave.